# كارثة ملعب أوليمبي
في 24 يناير 2022، قُتل ثمانية أشخاص على الأقل في حادث تدافع حشد من الناس عند المدخل الجنوبي لملعب أوليمبي في ياوندي، الكاميرون. وقع الحادث بينما كان المشجعون يحاولون دخول الملعب لمشاهدة مباراة كرة القدم بين الكاميرون وجزر القمر في كأس الأمم الأفريقية 2021.

## التفاصيل
قبل المباراة الرابعة في مرحلة خروج المغلوب بين الكاميرون المستضيفة وجزر القمر التي انطلقت في الساعة 20:00 يوم 24 يناير 2022 على ملعب أوليمبي، حصل تدافع عنيف من جانب الجماهير الكاميرونية، حيث أوضحت وزارة الصحة الكاميرونية أن التدافع حصل لحظة تأكد المنظمين من حصول المشجعين على البطاقة الصحية لدخول الملعب من البوابة جنوبية لمشاهدة المباراة.
خلف التدافع تسجيل ثماني وفيات لامرأتين وأربعة رجال، جميعهم في الثلاثينات من العمر، إضافة إلى طفلين. وأشارت الوزارة إلى أن نحو 50 شخصا أصيبوا في التدافع بينهم شخصان جراحهما متعددة واثنان آخران اصابتهما خطيرة في الرأس ورضيع تم نقله على الفور إلى المستشفى العام في ياوندي في حالة مستقرة طبيا.

## بعد الحادثة
بعد الحدث، تم نقل المباراة التي كان من المقرر أن تقام على ملعب أوليمبي الأسبوع المقبل إلى ملعب أحمدو أهيدجو.